# 菲律賓大學

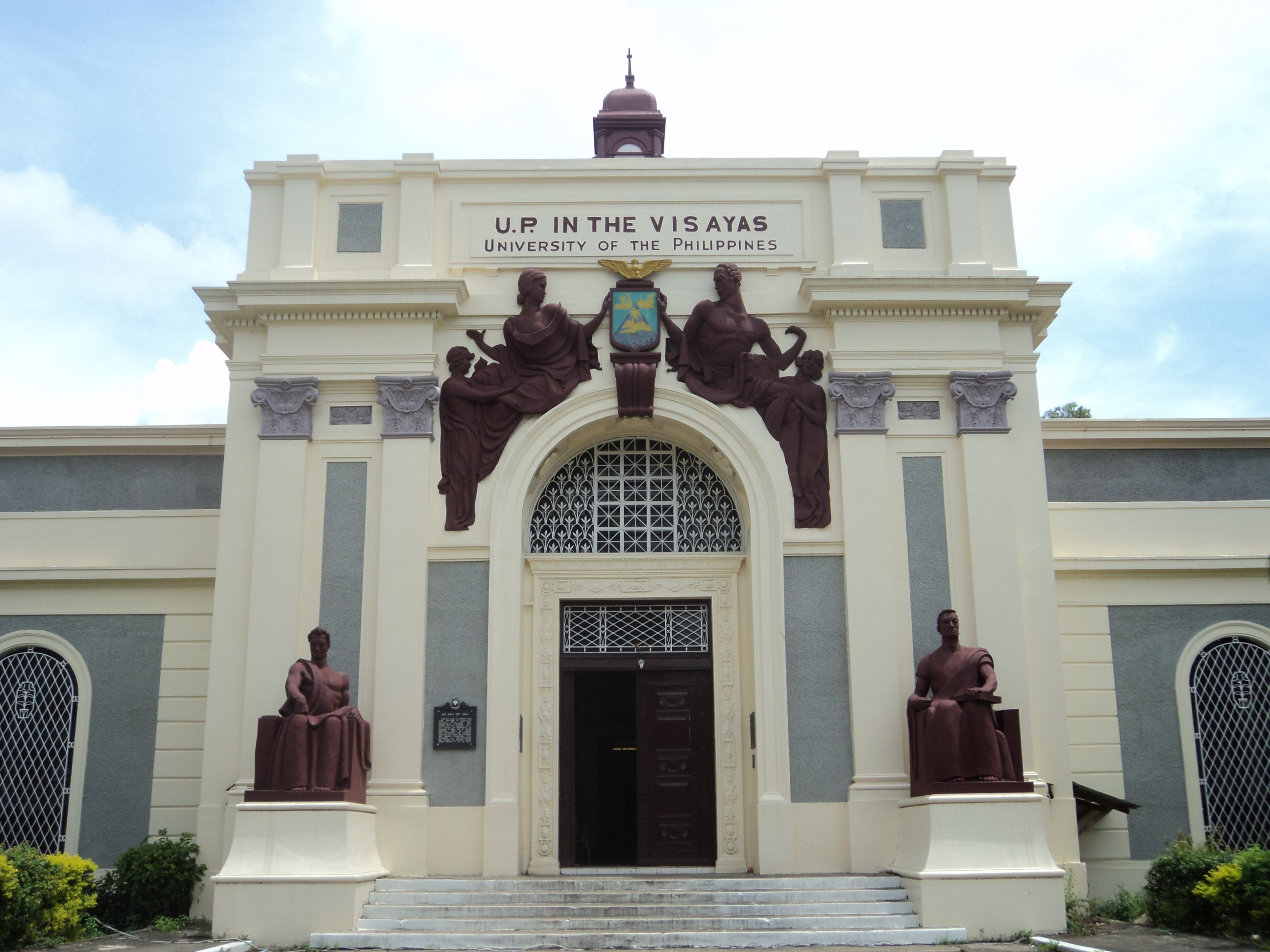
UP Visayas Iloilo 校区图书馆

菲律賓大學（英語：University of the Philippines，縮寫：UP）是菲律賓共和國規模最龐大的國立大學系統。該校在美國殖民時期由第一屆菲律賓議會於1908年創辦，當時校名為菲律賓美國大學（英語：American University of the Philippines）。

## 历史
菲大科系總數量為全菲國所有公私立大學之冠。歷任菲律賓總統當中，有7位曾在菲大求學。菲國最高法院前後12位大法官，57位國家藝術家當中36位，以及31位國家科科學家當中的30位也和菲大有關聯。菲大校友在各行各業展頭露角者，不計其數。
菲大經費一部份來自菲律賓政府撥款，其學生均享有不一程度的公費補助。對於來自中低階層家庭的優秀學生，往往是接受一流大學教育的唯一選擇。2006年約有70,000高中生報名進入菲大各科系，其中錄取約11,000，總錄取率僅有18%。